# Besenthal
Besenthal là một đô thị thuộc huyện Lauenburg, trong bang Schleswig-Holstein, nước Đức. Đô thị Besenthal có diện tích 12,65 km², dân số thời điểm 31 tháng 12 năm 2006 là 77 người.